# PRIDE 男祭り 2005
PRIDE 男祭り 2005 頂-ITADAKI-（プライド おとこまつり にせんご いただき）は、日本の総合格闘技イベント「PRIDE」の大会の一つ。2005年（平成17年）12月31日、埼玉県さいたま市のさいたまスーパーアリーナで開催された。
大会キャッチコピーは、「生き様を倒すのは、生き様。」。
大会イラストを井上雄彦が手掛けた。

## 大会概要
アメリカ・シアトルで試合前の調整を行うことを恒例としていた桜井"マッハ"速人が、試合直前に右膝の靭帯を損傷するというアクシデントに見舞われた。スタンドでは互角に打ち合うものの、投げが崩れてグラウンドの展開になると全く足が利かず、バックマウントを奪った五味隆典が強烈なパウンドでダメージを与え、スタンドに戻った直後に足元が覚束ないマッハに左右の強打をヒットさせてKO。五味が初の日本人PRIDE王者となった。
メインイベントでは小川直也が吉田秀彦のアキレス腱固めで足首を負傷し、最後は腕ひしぎ十字固めで見込み一本負けを喫したが、試合後にハッスルポーズとマイクアピールで自分の見せ場を作った。
マーク・ハントが、ミルコ・クロコップへのリベンジに成功。
ヘビー級王者のエメリヤーエンコ・ヒョードルは、巨漢ズールに開始26秒KO勝ち。
スペシャル・チャレンジマッチで総合格闘技に挑んだ俳優の金子賢は、チャールズ・"クレイジー・ホース"・ベネットに腕ひしぎ十字固めで一本負け。
桜庭和志は日本人選手とキャリア初対戦。この大会が最後のPRIDEとなった。

## 試合結果
PRIDEスペシャル・チャレンジマッチ 5分2R
○  チャールズ・"クレイジー・ホース"・ベネット vs.  金子賢 ×
1R 4:14 腕ひしぎ十字固め
第1試合 ミドル級ワンマッチ 1R10分、2・3R5分
○  中村和裕 vs.  近藤有己 ×
3R終了 判定3-0
第2試合 ヘビー級ワンマッチ 1R10分、2・3R5分
○  ジェームス・トンプソン vs.  ジャイアント・シルバ ×
1R 1:28 TKO（レフェリーストップ：サッカーボールキック）
第3試合 ミドル級ワンマッチ 1R10分、2・3R5分
○  菊田早苗 vs.  瀧本誠 ×
3R終了 判定3-0
第4試合 ヘビー級ワンマッチ 1R10分、2・3R5分
○  エメリヤーエンコ・アレキサンダー vs.  パウエル・ナツラ ×
1R 8:45 スリーパーホールド
第5試合 ヘビー級ワンマッチ 1R10分、2・3R5分
○  エメリヤーエンコ・ヒョードル vs.  ズール ×
1R 0:26 ギブアップ（パウンド）
第6試合 PRIDE GP 2005 ウェルター級トーナメント 決勝戦 1R10分、2R5分
○  ダン・ヘンダーソン vs.  ムリーロ・ブスタマンチ ×
2R終了 判定2-1
※ヘンダーソンがウェルター級トーナメント優勝
第7試合 PRIDE GP 2005 ライト級トーナメント 決勝戦 1R10分、2R5分
○  五味隆典 vs.  桜井"マッハ"速人 ×
1R 3:56 KO（スタンドパンチ連打）
※五味がライト級トーナメント優勝
第8試合 ミドル級ワンマッチ 1R10分、2・3R5分
○  桜庭和志 vs.  美濃輪育久 ×
1R 9:39 TKO（レフェリーストップ：チキンウィングアームロック）
第9試合 ヘビー級ワンマッチ 1R10分、2・3R5分
○  マーク・ハント vs.  ミルコ・クロコップ ×
3R終了 判定2-1
第10試合 PRIDEミドル級タイトルマッチ 1R10分、2・3R5分
○  ヴァンダレイ・シウバ vs.  ヒカルド・アローナ ×
3R終了 判定2-1
※シウバが王座の4度目の防衛に成功
第11試合 ヘビー級ワンマッチ 1R10分、2・3R5分
○  吉田秀彦 vs.  小川直也 ×
1R 6:04 TKO（レフェリーストップ：腕ひしぎ十字固め）

## 乱闘事件
大会当日、控室でヴァンダレイ・シウバらシュートボクセ・アカデミーのメンバーとチャールズ・ベネットの間にトラブルが発生し、乱闘騒ぎとなった。セコンドとして来日していたCBAのクリスチャーノ・マルセロがベネットを柔術技で落とす様子が映像に記録されている。